# Salotto Maffei

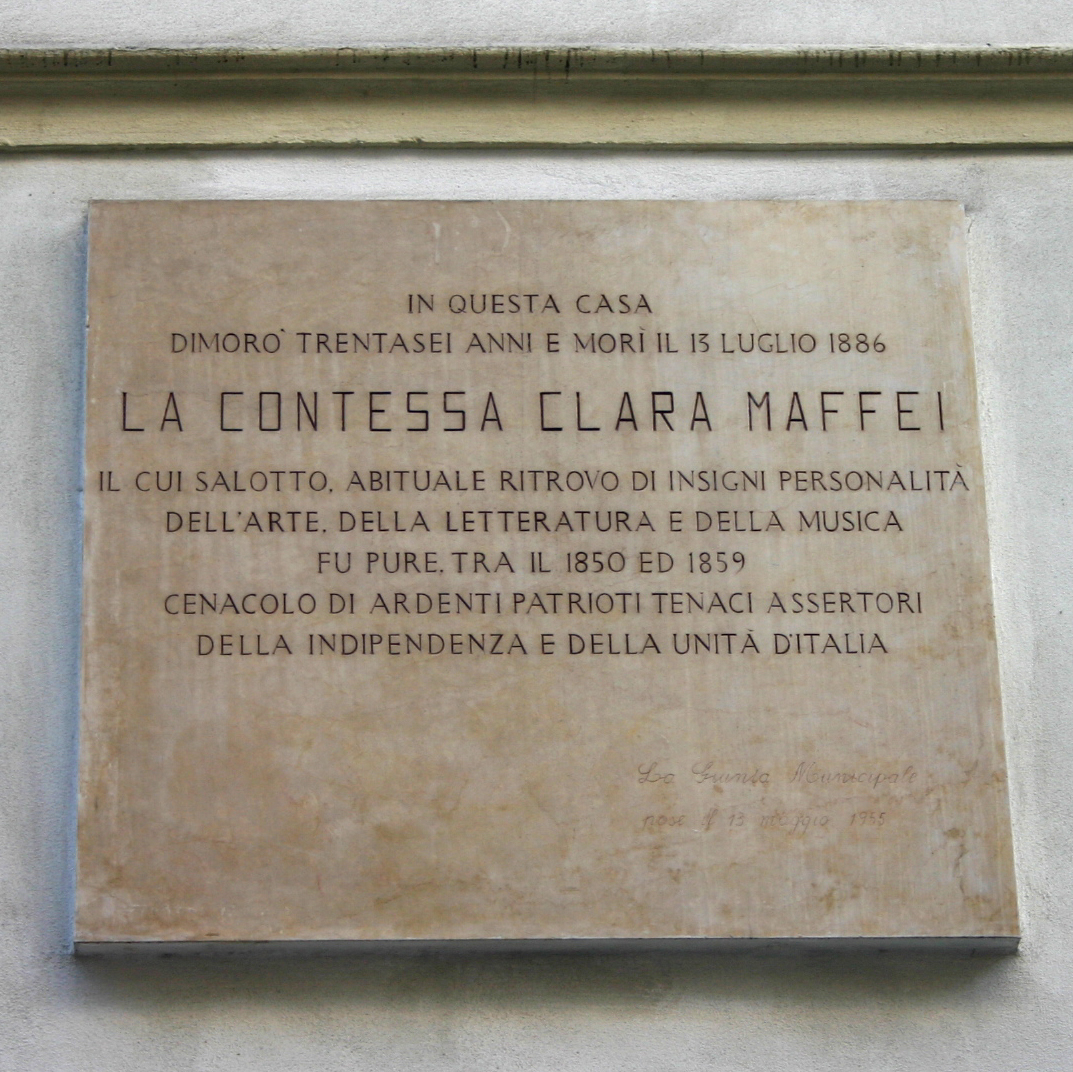
Lapide sul palazzo che ospitava il Salotto Maffei.

Il salotto Maffei sorse nel 1834 a Milano in via Tre Monasteri, ad opera di alcuni intellettuali, primi fra tutti Tommaso Grossi e Massimo d'Azeglio, che frequentavano la casa di Clara e Andrea Maffei. In esso, grazie all'ampia rete di conoscenze intellettuali di Andrea e all'ospitalità della padrona di casa, i più noti artisti, letterati, compositori e patrioti del Risorgimento trascorrevano memorabili serate a discutere di arte e di letteratura.
Fra gli artisti che frequentarono il salotto vi furono il pittore Francesco Hayez, che ritrasse Clara in un dipinto donato al marito Andrea Maffei, Honoré de Balzac, Alessandro Manzoni, Franz Liszt, Giuseppe Verdi e Giovanni Prati, per citare solo i più celebri.
In quanto ritrovo di patrioti e personalità attive in primo piano nel Risorgimento italiano, il salotto ebbe anche una considerevole importanza politica. La sua voce costante contribuì all'unificazione nazionale.